# Trebanjski Vrh
Trebanjski Vrh – wieś w Słowenii, w gminie Trebnje. W 2018 roku liczyła 52 mieszkańców.